# Section artistique de l'armée belge en campagne
 (juillet 2023).
Si vous disposez d'ouvrages ou d'articles de référence ou si vous connaissez des sites web de qualité traitant du thème abordé ici, merci de compléter l'article en donnant les références utiles à sa vérifiabilité et en les liant à la section « Notes et références ».
La Section artistique de l'armée belge en campagne a été fondée le 10 mai 1916 par l'état-major de l'armée belge et comporte un groupe de 26 artistes peintres travaillant sur le front de l'Yser pendant la Première Guerre mondiale à partir de 1916.

## Liminaire
Les peintres des armées existent depuis nombre de siècles et furent actifs dans la plupart des guerres. Au cours de la Première Guerre mondiale, en plus de la section artistique, il fut également créé un service photographique, officiellement appelé Service photographique de l'Armée belge.

## Objectif de la section
La Section artistique de l'armée belge en campagne devait représenter les faits de guerre et la vie au front. Les artistes étaient incorporés dans l'armée belge mais étaient relativement libres et n'étaient pas astreints aux tâches militaires. La direction générale de la Section artistique était basée à l'hôtel Teirlinck à La Panne, mais les artistes travaillaient essentiellement à Nieuport et à Lo. Alfred Bastien, le peintre du Panorama de l'Yser, et Léon Huygens sont à l'origine de cette initiative, qui sera soutenue par le roi Albert et la reine Élisabeth.

## Règlement de la section
Les membres de la section artistique étaient exemptés des corvées habituelles du soldat : pas de gardes ni de piquet, pas d'exercices ennuyeux, peu de discipline militaire. par contre, les déplacements étaient soumis à l'obtention d'un laissez-passer. Les artistes sont libres du choix des sujets mais les œuvres sont avant d'être exposées ou vendues doivent obtenir le consentement de la hiérarchie. Un règlement datant de juin 1916 est ainsi libellé : 
I) Les artistes admis à faire partie de la Section Artistique du Service Cinématographique reçoivent toute facilité pour exercer leur art. 
II) Il n'est prévu aucun avancement en grade ni augmentation de traitement ou de solde; les artistes doivent subvenir à leurs propres besoins. 
III) Les artistes peuvent être chargés d'exécuter des vues de points déterminés du champ de bataille ou se rapportant à la zone occupée par l'armée belge. 
IV) Les œuvres, tableaux, dessins, croquis restent la propriété de leurs auteurs sous la restriction suivante relative à la vente, la publication et au droit d'achat du gouvernement belge. 
Le gouvernement conserve un droit de propriété pour l'achat, c'est-à-dire celui d'acheter l'œuvre sans autoriser la reproduction ou celui de se réserver le droit d'avoir la reproduction de telle œuvre vendue à un autre acheteur, ou enfin le droit de publier telle œuvre achetée. 
V) Aucun tableau, esquisse, dessin, croquis ne peut être publié ou vendu pendant la guerre sans l'assentiment de la censure du G.Q.G.
VI) Si des artistes désirent être défrayés de certaines dépenses, il peut leur être fait l'avance, avec l'autorisation du Ministère. Récupération sera faite lors de l'achat de leurs œuvres.. 

## Membres de la section

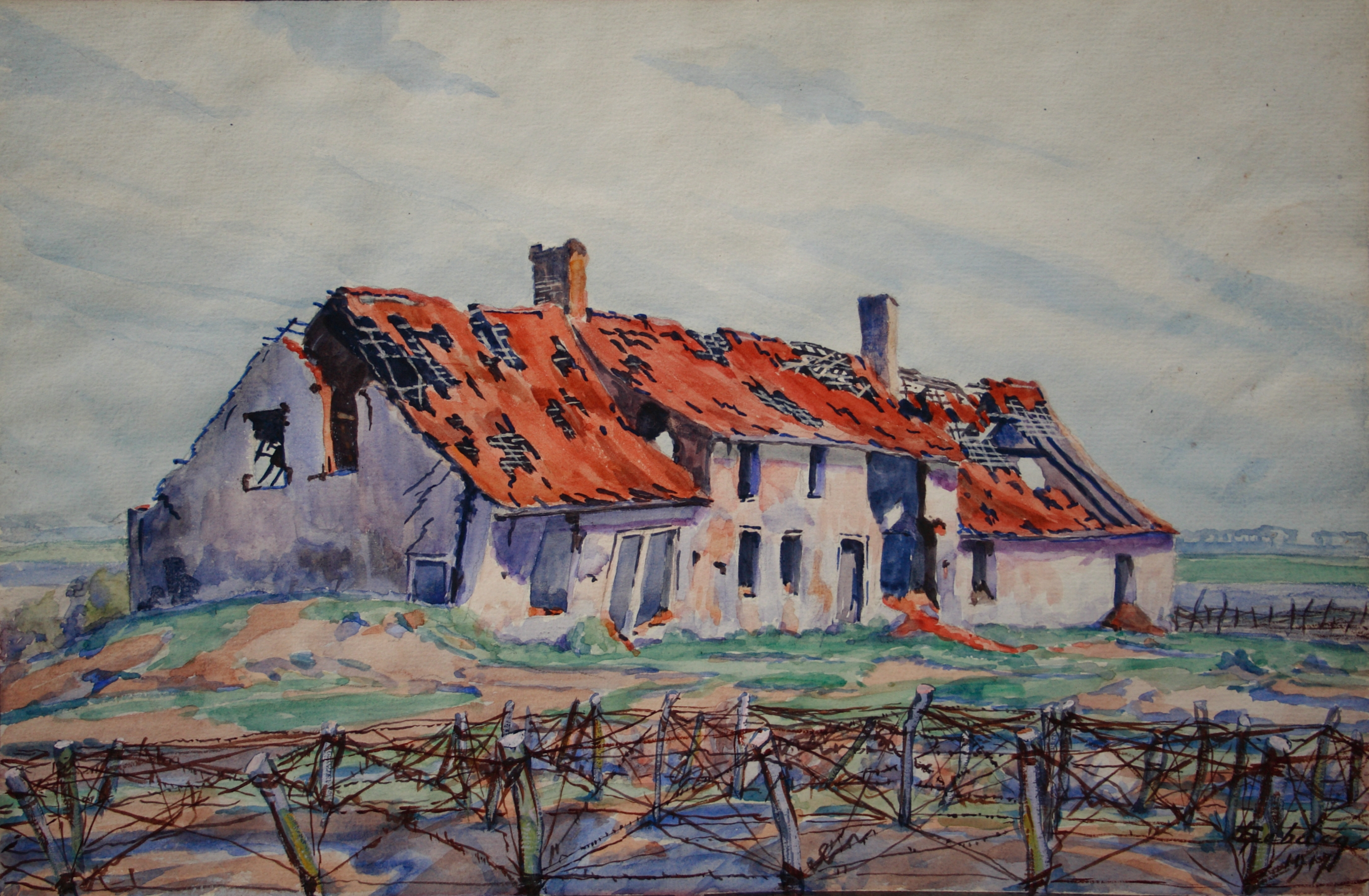
La Maison bombardée
Georges Émile Lebacq, 1917,
aquarelle sur carton,

En 1916, la Section artistique était sous les ordres du lieutenant G. Horlait, placé lui-même sous les ordres du major Seligman. À partir de mai 1917, et jusqu'à la fin de la guerre, c'est le marquis Ferdinand de Beauffort, commandant, qui est à la tête de la Section. 
Les vingt-six artistes qui en ont fait partie sont :

### Incorporés en 1916
- Alfred Bastien
- Léon Huygens
- Maurice Wagemans
- Iwan Cerf
- Charles Houben
- Fernand Allard l'Olivier
- James Thiriar
- André Lynen
- Jules Berchmans
- Victor Thonet
- Adrien-Jean Le Mayeur
- Henri Anspach
- Jos Verdegem

### Incorporés en 1917
- Médard Maertens
- Georges-Émile Lebacq
- Pierre Paulus
- Achiel Van Sassenbrouck
- Adolphe Renson
- Louis Loncin

### Incorporés en 1918
- Joe English
- Anne-Pierre de Kat
- Marcel Canneel
- Armand Massonet
- Albert Cels
- Henri Meunier (1873-1922)
- Felix Fontaine

## La Cagna
Quatre peintres, Léon Huygens, Alfred Bastien, Maurice Wagemans et André Lynen, logeaient à Nieuport, où ils étaient incorporés dans la Compagnie des Sapeurs-Pontonniers. Dans la cave d'une maison voisine située Pieter Deswartelaan 37, ils avaient installé leur studio qu'ils appelèrent La Cave ou La Cagna. Une plaque commémorative y a été apposée en 1957, nommant le lieu Abri du peintre Bastien.

## Expositions
Une première exposition s'est tenue à La Panne dans la salle Albert et Élisabeth de l'hôpital Océan du 8 au 20 septembre 1916, organisée par le colonel Baltia. Elle connait un grand succès. Un compte-rendu dans le Courrier de l'Armée ne tarit pas de louanges. 

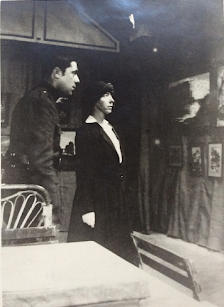
La reine Elisabeth et le peintre Fernand Allard l'Olivier à La Panne lors de l'exposition de 1916.

La Section artistique monte sa première exposition personnelle à La Panne dans la bibliothèque militaire du 15 au 31 mars 1917. Les artistes de la section exposent 507 œuvres. 
D'autres manifestations ont lieu à l'étranger : lors du grand Salon des Armées de décembre 1916 à Paris, 23 artistes de la Section ou qui intégreront la Section exposent. 
En février 1917 une exposition est inaugurée à Londres en présence du ministre Hymans. James Thiriar, qui résidait alors à Londres, servit d'intermédiaire pour les envois d'art. 
Une exposition itinérante est également organisée en Suisse en 1917, comprenant 171 compositions, uniquement des œuvres de membres de la Section Artistique, qui va se déplacer à Berne, Genève, Zurich et Bâle. 